# Hartley Power
Hartley Power (Nova Iorque, Estados Unidos, 14 de março de 1894 – Brighton, Inglaterra, 29 de janeiro de 1966) foi um ator de televisão e cinema britânico nascido nos Estados Unidos.

## Filmografia selecionada
- Down River (1931)
- Leave It to Smith (1933)
- Yes, Mr Brown (1933)
- Friday the Thirteenth (1933)
- The Armchair Detective (1952)
- The Net (1953)
- Roman Holiday (1953)
- The Million Pound Note (1954)
- To Dorothy a Son (1954)
- Island in the Sun (1957)